# Funder Kirke
Funder Kirke ligger i Funder Kirkeby.

## Beskrivelse
Kirken består af skib og kor og våbenhus mod syd. Skibet, med fladt loft, og koret, med hvælvinger, stammer fra romansk tid og er opførte af granitkvadre på sokkel med skråkant. Begge døre og flere vinduer er bevarede (norddøren og nogle af vinduerne er senere tilmurede). På sydportalens tympanon, med 2 løver, står med runeskrift: "Ase bad Wagh rist". Teksten blev afdækket i 1879.
Et tårn, forneden af granitkvadre fra en nedreven romansk kirke, foroven af munkesten i munkeskifte, var oprindelig åbent mod vest har årstallet 1768 på vestmuren.
Våbenhuset består, lige som tårnet, af romanske kvadre, formodentlig fra en nedbrudt kirke i Engesvang.

## Inventar
Kirken blev restaureret omkring år 1900 og fik blandt andet en ny altertavle med gibsfigur. Nuværende altertavle udskåret i tidlig barokstil.
Malmstager, skænkede 1631 af Peder Nielsen, skriver i Staxhede, til minde om hans fædre, der er begravne i kirken.
Kirken har en romansk granitdøbefont.
Prædikestolen er i renæssancestil, opsat 1645 af præsten Mads Andersen Bering, død 1697, og hustru, hvis ligsten er indsat i den tilmurede norddør, over hvilken et gammelt træbillede. I koret findes deres epitafium.
Et par stolestader stammer fra 1654.
I skibets vestende et pulpitur fra 1647.
I kirken findes en Series pastorum.

## Kirkegården
I tilknytning til kirken en kirkegård. Her findes en klokkestabel af træ med to klokker.